# Primeiro Amor (telenovela)
Primeiro Amor é uma telenovela da RTP1 que conta com 150 episódios e foi escrita por Manuel Arouca e Lúcia Feitosa que foi transmitida em horário nobre entre 27 de Maio e 1 de Outubro de 1996.

## Sinopse
A ação centra-se em Sintra. Sintra simboliza, nesta história, um concelho limítrofe de uma grande urbe que confronta a sua paz, beleza e tradição com o desenvolvimento e progresso. Zonas que se vão tornando dormitórios das grandes cidades, o que mexe, nos mais diversos sentidos, com o quotidiano de famílias que ali vivem há muitas gerações.
>Muitos temas tensos e atuais, vão ser abordados nesta telenovela que tem por pano de fundo belas paisagens, a carreira de um jovem futebolista chamado Carlos Filipe Matos (Eurico Lopes), que se apaixona por Rita Cruz (Susana Dias), mas separam-se por causa de uma amante que Carlos tinha,Catarina Matos (Sofia Alves), que futuramente virá a ser sua mulher e morrerá num parto, tendo um filho de Carlos. Quando esta morre, as vidas de Rita e Carlos voltam a cruzar-se mas com uma série de obstáculos: Gonçalo Mendes Ferreira (Luís Esparteiro), seu marido e pai da filha dela, e o seu pai, o Dr. Daniel Cruz (Filipe Ferrer), um homem perigoso e sem escrúpulos.  Os problemas dos adolescentes são vividos por uma senhora chamada Piedade Silvério (Maria Dulce), mulher de muita coragem, mãe de três filhos: Vitória Silvério (Rita Salema) que se apaixona pelo Paulo Baptista (André Gago) ; Feliciano Silvério (José Raposo), que se apaixona por Sílvia (Filomena Gonçalves); e por fim, Benjamim Silvério, mais conhecido por Benjas (Pedro Górgias), que vem a se apaixonar por Alexandra Gonçalves, mais conhecida por Xana (Patrícia Tavares). O jornalismo de investigação é vivido por Filipa Morais (Sofia Sá da Bandeira), filha de Vítor Morais (Nicolau Breyner),  Rosário (Ana Brito e Cunha), ambas jornalistas do jornal Observador, e o seu proprietário Agostinho Figueiredo (Guilherme Filipe), incluindo Manuel Cruz (Vítor Rocha), mais um dos filhos do Dr. Cruz, que, com dificuldades e riscos, consegue ir até às últimas consequências na descoberta de uma associação de malfeitores, ambos chefiados por Rogério Gonçalves (Manuel Cavaco), e pelo Dr. Cruz. O jogo clandestino é vivido pelo Paulo (André Gago), que é chefe de um bar de alterne, da propriedade do Dr. Cruz e do Rogério, ambos tratando também da vida noturna, sem esquecer os hospitais, devido ao facto de Rita ser médica.
Mas a Sintra ficcionada vai retratar sobretudo grandes amores, com todos os seus conflitos e contradições, vistos sempre numa dimensão humana e extremamente realista, mostrando as venturas e desventuras de um Primeiro Amor.

## Elenco
- Ana Brito e Cunha[10][11] - Rosário
- André Gago[2] - Paulo Baptista
- Anita Guerreiro - Arminda
- António Aldeia - Adelino
- António Pedro Cerdeira[2][12] - Mário Cruz
- Camacho Costa - Bocas
- Carla Pires - Fátima
- Carla Pires (II) - Cecília (jornalista do "Informador")
- Cláudia Negrão - Teresa
- David Silva - Marquês
- Eduardo Viana - Júlio
- Elisabete Toscano - Justina (empregada dos Cruz)
- Eurico Lopes[13] - Carlos Filipe Matos
- Filipe Ferrer[2][14] - Daniel Cruz
- Filomena Gonçalves - Sílvia Silvério
- Guilherme Filipe - Agostinho Figueiredo
- Henriqueta Maia[2] - Maria Helena Cruz
- Io Appolloni - Carla
- João Nunes Martins - Nuno (jornalista do "Informador")
- José Gomes - Artur Pinto "Bolas" / Arnaldo
- José Meireles - Fernando Nunes
- José Raposo - Feliciano Silvério
- Luís Esparteiro[2][15] - Gonçalo Mendes Ferreira
- Manuela Maria[2] - Elvira
- Manuel Cavaco[2] - Rogério Gonçalves
- Márcio Ferreira - Damião
- Maria Dulce - Piedade Silvério
- Morais e Castro[2] - Lourenço
- Nicolau Breyner - Vítor Morais
- Octávio de Matos - Catita
- Patrícia Tavares[16][17][18] - Alexandra Gonçalves "Xana"
- Paula Pais - Adélia
- Paulo Matos - Eugénio Silva
- Pedro Górgia[19][18][20] - Benjamim Silvério "Benjas"
- Rita Alagão - Patrícia
- Rita Salema[2][21] - Vitória Silvério
- Rosa Villa - Lila
- Sílvia Rizzo[2] - Susana
- Sofia Sá da Bandeira[2] - Filipa Morais
- Susana Vitorino - Rita Cruz (Creditada como Susana Dias)
- Vera Alves - Margarida "Guida" Cruz
- Vitor Rocha - Manuel Cruz

## Participações especiais
- Almeno Gonçalves - Figueiroa
- José Eduardo - Manilha
- Rui Luís - Eliseu
- Sofia Alves[2][22] - Catarina Matos

## Participações especiais (não creditadas)
- António Cid - Dr. Moreira
- Bernardo Varella Cid - Ricky (amigo de Damião e aluno da catequese de Guida)
- Carlos Lacerda - Médico que examina Vítor
- Dina Aguiar - Ela própria (apresentadora do debate entre Daniel e Piedade)
- Henrique Santos - Padre que casa Rita e Carlos no final
- Isabel Almeida - Amiga de Catita
- Isabel Damatta - Noémia (secretária de Piedade)
- Ivan Coletti - Editor do livro de Vítor
- Jorge Almeida - Jorge (barman)
- Jorge Estreia - Capanga de Rogério
- Jorge Veiga Xavier - Jornalista de rádio que entrevista Piedade
- José Alves - Massagista do União Serrense
- José Boavida - Vítor Morais (flashbacks)
- José Fiúza - Diretor da agência
- Margarida Carpinteiro - Cabeleireira de Carla
- Maria do Rosário Marques - Fernanda (empregada de Vítor)
- Rui de Sá - Artur Pinto "Bolas" (flashbacks)
- Sandra Celas - Mena (acompanhante que seduz Gonçalo)
- Sónia Guimarães - Raquel
- Tiago Aldeia - Aluno de Guida na catequese
- ??? - Laurinda (mãe de Catarina)